# مكلارين للتقنيات التطبيقية
مكلارين للتقنيات التطبيقية هي شركة تصنيع ميكانيكيات في المملكة المتحدة, تم تأسيسها في عام 2004, وظيفتها تشكيل تطبيقات تقنية لصالح مجموعة مكلارين.

## نموذج الأعمال
يعمل المركز ضمن ثلاث مجالات تقنية: الأنظمة, الأدوات إضافة للتشكيل والمحاكاة.
الزبائن يتضمنون الفرق والشركات في مجال الرياضة, قطاع الصحة, قطاع الدفاع, قطاع الرياضات المكانيكية.

## مركزمكلارينللتقنيات التطبيقية
في 16 سبتمبر 2011, مجموعة مكلارين أفصحت عن خططها لبناء مركز مكلارين للتقنيات التطبيقية وذلك لفصله عن مبنى المجموعة. المبنى الجديد سيحتل مساحة 60000 متراً مربعاً من المعامل ومعامل تصنيع النماذج ,مساحات للاختبار ومعدات للتطوير والبحوث ,مكاتب, اماكن للاجتماعات, بالإضافة إلى مراكز ابتكار. الخطط اشتملت على 300 فرصة عمل خلال فترة البناء وعلى 400 فرصة عمل دائمة عند البدء بتشغيل المنشأة. بالإضافة إلى ذلك تجزم شركة مكلارين إلى أن المشروع سوف يوظف حوالي 200 شخص بوظائف غير مباشرة من زبائن وموردين وسيقوم المركز بتخفيض تكاليف التطوير.